# ایفناک
ایفناک (به آلمانی: Ivenack) یک شهر در آلمان است که در Mecklenburgische Seenplatte District واقع شده‌است. ایفناک  ۹۳۳ نفر جمعیت دارد.